# بیمارستان شهید رحیمی
بیمارستان فوق تخصصی شهید رحیمی یکی از بیمارستان‌های دولتی شهر خرم‌آباد است. این بیمارستان دارای 330 تخت‌خواب است و در سال ۱۳۵۷ تأسیس شده‌است. در خرداد ۱۳۹۲ بازسازی کامل این بیمارستان به اتمام رسید و این بیمارستان هم‌اکنون در بخش‌های جراحی، اطفال، زنان و زایمان، داخلی، اعصاب و قلب دارای بخش‌های فوق تخصصی است.